# Рафалл, Моррис Яков

Моррис Яков Рафалл. 1861 г.

Моррис Яков Рафалл (англ. Morris Jacob Raphall: 3 октября 1798, Стокгольм, Швеция — 23 июня 1868, Нью-Йорк, США) — раввин и писатель. Доктор философии.

## Биография
Родился в семье шведского банкира. Обучался в Хедере. Позже отправился в Англию, где посвятил себя изучению языков, впоследствии ездил на стажировку во Францию, Германию и Бельгию. В университете Эрлангена (Германия) получил степень доктора философии. После курса лекции по еврейской поэзии в университете, начал издавать журнал «Hebrew Review, and Magazine of Rabbinical Literature», который по состоянию здоровья был вынужден прекратить в 1836 году.
В течение некоторого времени работал в качестве почетного секретаря главного раввина Великобритании Соломона Гершеля.
Перевёл труды философов и мыслителей Маймонида, Йосефа Альбо и Герца Вессели; совместно с преподобным Давидом де Сола опубликовал перевод 18 трактатов Мишны; им также начат перевод Пятикнижия, из которых был опубликован только один том.
В 1840 году, после обвинения евреев Дамаска в ритуальном убийстве исчезнувшего христианского священника и его слуги, он опубликовал опровержение на четырех языках (иврите, английском, французском и немецком языках), написал статью в защиту иудаизма против анонимного писателя в лондонской газете «Таймс».
Рафалл — автор учебника по постбиблейской истории евреев (с 70 года н. э.).
В 1841 году занял место проповедника в Бирмингеме и руководителя школы. В течение восьми лет исполнял службу, а затем отплыл в Америку (1849). В том же году стал раввином и проповедником в нью-йоркской общине «Beney-Jeschurun». Прочитал курс лекций о библейской поэзии в Бруклинском институте. Служил до 1866 года.
Умер в Нью-Йорке на 23 июня 1868.
В период гражданской войны в США, Рафалл, в числе видных еврейских религиозных лидеров США, принял участие в публичных дебатах о рабстве. В целом, раввины из южных штатов поддерживали рабство, а северных — были за его отмену. Наиболее заметными стали дебаты между раввином Рафаллом, одобрявшем рабство, и раввином Давидом Айнхорном, который выступал против него.
В 1861 году, Рафалл опубликовал своё мнение о рабстве в трактате под названием «Библия. Вид рабства» («Bible View of Slavery»), в котором утверждал, что рабство разрешено Библией.

## Избранные труды
- Festivals of the Lord (Лондон, 1839)
- Devotional Exercises for the Daughters of Israel (Нью-Йорк, 1852)
- Post-Biblical History of the Jews (Филадельфия, 1855)
- The Path to Immortality (1859)
- Bible View of Slavery (1861)